# هيئة البث الأسترالية
هيئة البث الأسترالية ( ABC ) هي محطة البث الوطنية الأسترالية ، التي تأسست في عام 1929. يتم تمويله بشكل أساسي من المنح المباشرة من الحكومة الأسترالية ولكنه مستقل بشكل صريح عن السياسات الحكومية والحزبية. [بحاجة لمصدر]   يلعب دورًا رائدًا في الاستقلال الصحفي [بحاجة لمصدر]   وهو أساسي في تاريخ البث في أستراليا.
تم تصميمه على غرار هيئة الإذاعة البريطانية في المملكة المتحدة ، التي تملكها وتسيطر عليها حكومة المملكة المتحدة ، في الأصل من رسوم ترخيص المستهلك على أجهزة استقبال البث. تم إلغاء رسوم الترخيص في عام 1973 وتم استبدالها بشكل أساسي بمنح حكومية مباشرة ، بالإضافة إلى الإيرادات من الأنشطة التجارية المتعلقة بمهمة البث الأساسية.
يوفر الآن خدمات الراديو والتلفزيون والإنترنت والهاتف المحمول في جميع أنحاء العاصمة الكبرى وأستراليا وخارجها من خلال ABC Australia وراديو أستراليا . يقع المقر الرئيسي لـها في يولتيمو ، إحدى ضواحي مدينة سيدني ، نيو ساوث ويلز . 

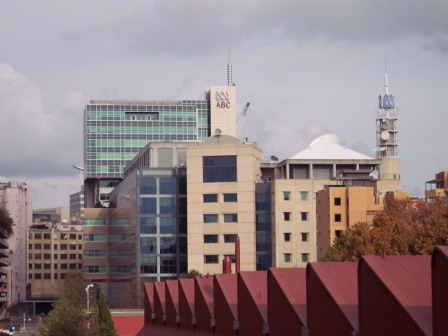
مقر ABC في سيدني في Ultimo

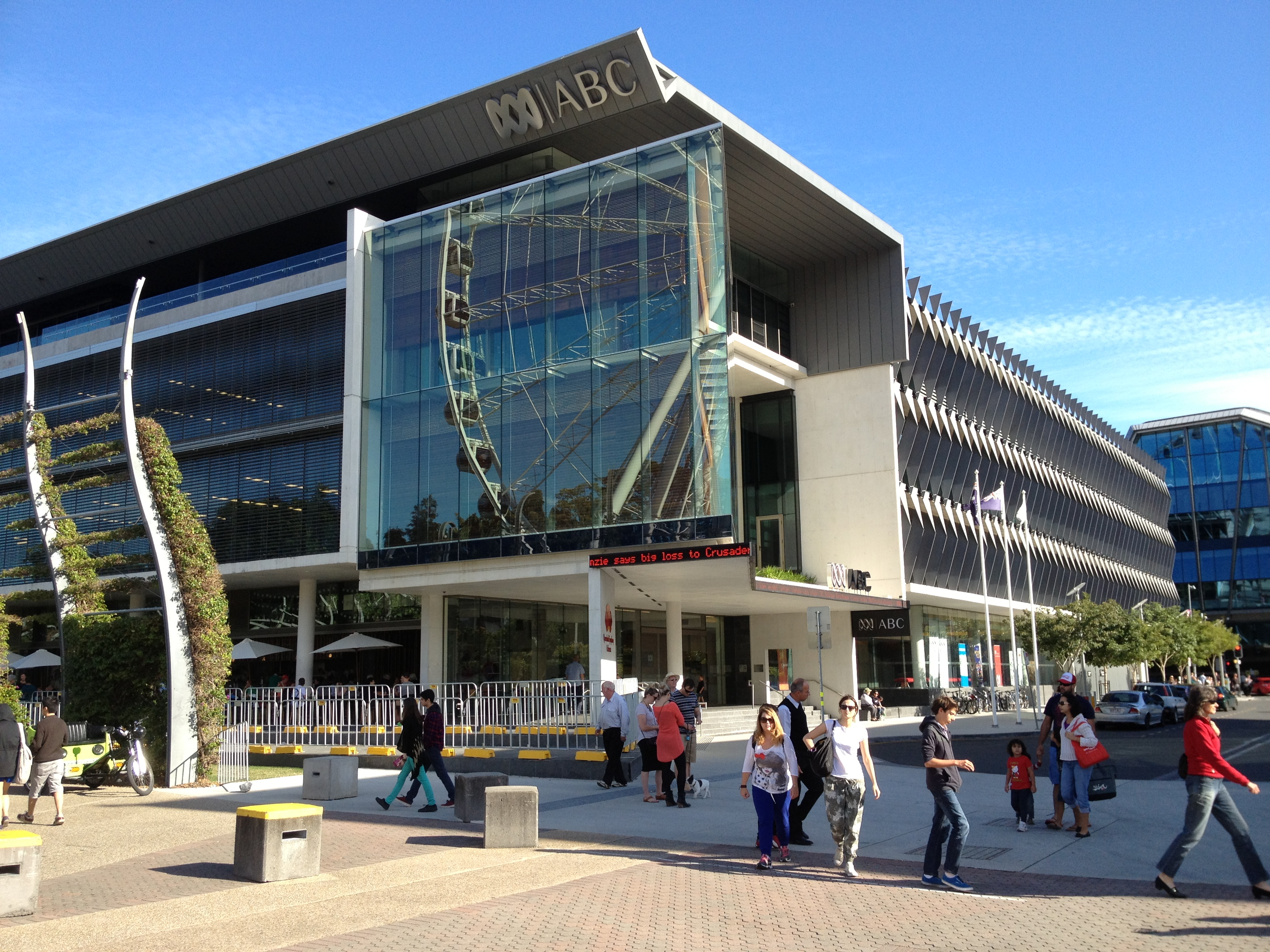
مقر ABC بريسبان في ساوث بانك

## روابط خارجية
- الموقع الرسمي
- قانون هيئة الإذاعة الأسترالية لعام 1983
- أصدقاء ABC
- المتحف الوطني الأسترالي يحتوي المتحف على مجموعة كبيرة من المواد ذات الصلة بـ ABC بما في ذلك أول ABC Outside Broadcast van.
- ABC تحتفل بمرور 80 عامًا على البث - هيئة الإذاعة الأسترالية (1 يوليو 2012).